# دوريس ليسينغ
دوريس ليسينغ (بالإنجليزية: Doris Lessing؛ ولدت تحت اسم دوريس ماي تايلر بالإنجليزية: Doris May Tayler), (22 أكتوبر 1919-17 نوفمبر 2013) هي كاتبة وروائية بريطانية، حازت على جائزة نوبل للآداب عام 2007، وتعتبر السيدة الحادية عشر التي تحوز على الجائزة في فئة الأدب، وأكبر الفائزين عمراً في هذه الفئة.

## النشأة
ولدت ليسينغ في مدينة كرمانشاه في بلاد فارس (إيران حالياً)، حيث عمل أبوها هناك كموظف في البنك الفارسي الملكي. انتقلت العائلة بعد ذلك إلى مستعمرة بريطانية في روديشيا الجنوبية (زيمبابوي حالياً) عام 1925م، حيث امتلكت مزرعة، إلا أنها لم تدر أرباحاً بعكس توقعات العائلة. ارتادت ليسينغ مدرسة دومينيكان كوفينت الثانوية حتى بلغت الثالثة عشرة من العمر، حيث أكملت تعليمها بنفسها بعد ذلك. ولما بلغت الخامسة عشر من عمرها، استقلت عن منزل أسرتها وعملت كممرضة، وبدأت من ذلك الوقت قراءاتها في مجالي السياسة وعلم الاجتماع، وكان ذلك أيضا حين بدأت أول محاولاتها في الكتابة. في عام 1937 انتقلت ليسينغ إلى مدينة سايسبوري، حيث اشتغلت كعاملة تليفونات، وسرعان ما تزوجت للمرة الأولى، وكان ذلك من فرانك وسدوم، الذي انجبت منه طفلين، قبل أن تنتهي تلك الزيجة عام 1943.
انضمت ليسينغ بعد طلاقها إلى نادي كتب اليسار، وهو أحد نوادي الكتب الشيوعية، والذي تعرفت فيه على جوتفريد ليسينغ، والذي سرعان ما أصبح زوجها الثاني بمجرد التحاقها بالمجموعة، وانجبت منه طفلا واحدا قبل أن تنتهي تلك الزيجة أيضا، وذلك في 1949.
اتجهت ليسينغ من فورها إلى لندن، ساعية وراء أحلامها الشيوعية ومشوارها الأدبي. وقد تركت طفليها الأولين من زواجها الأول مع أبيهما في جنوب أفريقيا وأصطحبت معها الابن الأصغر. ولقد علقت ليسينغ على ذلك فيما بعد بأن قالت أنها شعرت في ذلك الوقت بأنه لا خيار أمامها، كما قالت: «لطالما ظننت أن ما فعلته هو أمر في غاية الشجاعة. فلا شيء أكثر إملالا لامرأة مثقفة من أن تقضي وقتها بلا نهاية مع أطفالا صغار. فلقد شعرت أني لست أصلح الناس لتربيتهم، وأني لو كنت قد استمررت، لانتهى بي الأمر كمدمنة للخمر أو كإنسانة محبطة مثلما حدث لأمي».
نتيجة للتنوع الحضاري الذي تعرضت إليه ليسينغ خلال حياتها، فقد تمكنت من استخدامه بفعالية في كتاباتها، والتي كانت تتحدث في الغالب عن المشاكل والأحداث في تلك الفترة الزمنية.
من أشهر مؤلفاتها "The Golden Notebook". ورد اسمها في فيلم وثائقي من إنتاج بي بي سي بعنوان أغبياء نافعين.

## وصلات خارجية
- دوريس ليسينغ على موقع IMDb (الإنجليزية)
- دوريس ليسينغ على موقع الموسوعة البريطانية (الإنجليزية)
- دوريس ليسينغ على موقع مونزينجر (الألمانية)
- دوريس ليسينغ على موقع ميوزك برينز (الإنجليزية)
- دوريس ليسينغ على موقع إن إن دي بي (الإنجليزية)
- دوريس ليسينغ على موقع ديسكوغز (الإنجليزية)
- دوريس ليسينغ على موقع قاعدة بيانات الفيلم (الإنجليزية)

دوريس ليسينغ  على قاعدة بيانات الخيال التأملي على الإنترنت
- الموقع الرسمي للكاتبة دوريس ليسينغ
- MySpace الرسمي لدوريس ليسينغ
- سيرة ذاتية ومعلومات منوعة حول دوريس ليسنغ
- نقد حول أعمال دوريس ليسينغ والجوائز التي حازت عليها
- قائمة بجميع مؤلفات دوريس ليسينغ إضافة إلى بعض المعلومات العامة حولها نسخة محفوظة 8 يونيو 2008 على موقع واي باك مشين.